# マラヤ連合

マラヤ連合
ملايان اونياون (マレー語)
Malayan Union (英語)

マラヤ連合の位置

マラヤ連合（マラヤれんごう、Malayan Union）は、英領マラヤと海峡植民地（シンガポールは除く）による連合である。イギリスの直轄支配下におかれた。1946年4月1日に発足し、1948年よりマラヤ連邦へと移行した。

## 歴史
マラヤ連合の構想は、第二次世界大戦中の1943年にイギリスが作成していた。この構想では華人中心のシンガポールをムラユ人（マレー人）地域から分離させ、イギリスの海軍拠点とする戦略が示されていた。また、この構想では各州のスルタンの権限を制限し、民族の差異無く市民権を与えることになった。そのため、第二次世界大戦終結後の1945年10月にこの構想が示されると、ムラユ人の反発が引き起こされた。（民族の差異無く市民権を与えることは、将来的に増加する華人にとって有利であり、ムラユ人の権利侵害につながると考えられた。）
1946年4月1日、マラヤ連合は発足した。首都はクアラルンプールにおかれた。マラヤ連合の市民権は民族の区別無く平等に与えられ、市民権付与の条件としては、出生地主義の原則がとられた。スルタンの権限は縮小され、イギリスによる統制が強まった。しかし、ムラユ人の強い反発から、1948年にスルタンの権限を回復させ、マラヤ連邦への移行を余儀なくされた。マラヤ連邦では華人の市民権獲得は困難になった。